# Andries Daniël Wynand Wolmarans
Andries Daniël Wynand Wolmarans (Stompoorfontein, Potchefstroom, 23 September 1857 - Pretoria, 12 july 1928) was een Zuid-Afrikaans politicus en kerkleider van de Nederduitsch Hervormde Kerk. In het dagelijks leven stond hij bekend als A.D.W. of Danie Wolmarans.

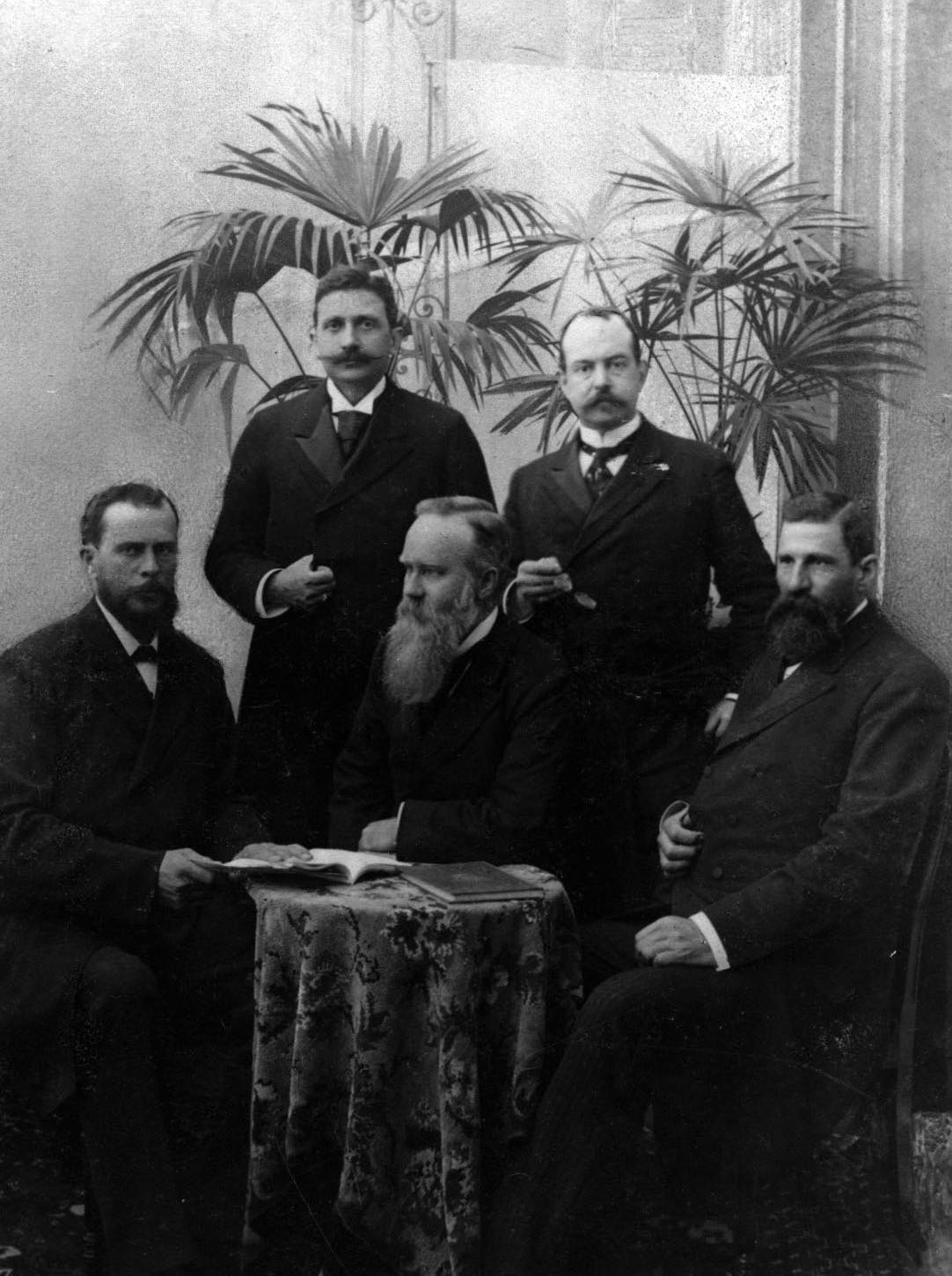
De Boerendelegatie in Europa. V.l.n.r. Andries Daniël Wynand Wolmarans, Willem Johannes Leyds, Abraham Fischer, Hendrik Pieter Nicolaas Muller en Cornelius Hermanus Wessels.

## Biografie
Wolmarans was actief in de kerkvereniging van de Hervormde Kerk met de Gereformeerde Kerk van de Zuid-Afrikaansche Republiek (Transvaal) in 1885, maar deze fusie liep in 1892 stuk. Hij was een begaafde debater en gebruikte zijn talent om president Paul Kruger te verdedigen tijdens debatten met diens tegenstander Piet Joubert. Onder Kruger werd hij lid van de Uitvoerende Raad van Transvaal. Tijdens de Tweede Boerenoorlog reisde hij met een delegatie onder leiding van Abraham Fischer door Europa en Amerika om steun voor de Boerenrepublieken te regelen, maar dit bleek vruchteloos en de oorlog werd zonder interventie verloren door de Boeren. In januari 1903 kreeg hij toestemming om terug te keren naar Zuid-Afrika.
Terug in Zuid-Afrika zette hij zich in voor de stichting van CNO-scholen (Christelijk-Nationale Onderwijs) en was hij co-stichter van de politieke partij Het Volk in 1905 alsmede van de Nationale Partij in 1914. Na de Eerste Wereldoorlog reisde hij in 1919 met de Zuid-Afrikaanse Vrijheidsdeputatie naar Versailles om tevergeefs voor herstel van de Boerenrepublieken te pleiten. Van 1910 tot zijn dood in 1928 diende Wolmarans als senator voor de Unie van Zuid-Afrika. Hij ligt begraven op zijn boerderij Koffiefontein in het district van Pretoria.